# برنار توماس مويناهان الابن
برنار توماس مويناهان الابن (بالإنجليزية: Bernard Thomas Moynahan Jr.)‏ (و. 1918 – 1999 م)هو محامي، وقاضي من الولايات المتحدة الأمريكية .

## التعليم
تعلم في جامعة كنتاكي.